# Lonchoptera digitata
Espèce
Lonchoptera digitata est une espèce de diptères de la famille des Lonchopteridae.